# Mieścisko (gmina)
Pour les articles homonymes, voir Mieścisko.
Mieścisko est une gmina rurale du powiat de Wągrowiec, Grande-Pologne, dans le centre-ouest de la Pologne. Son siège est la ville de Mieścisko.
La gmina couvre une superficie de 135,62 km2 pour une population de 5 921 habitants.

## Géographie

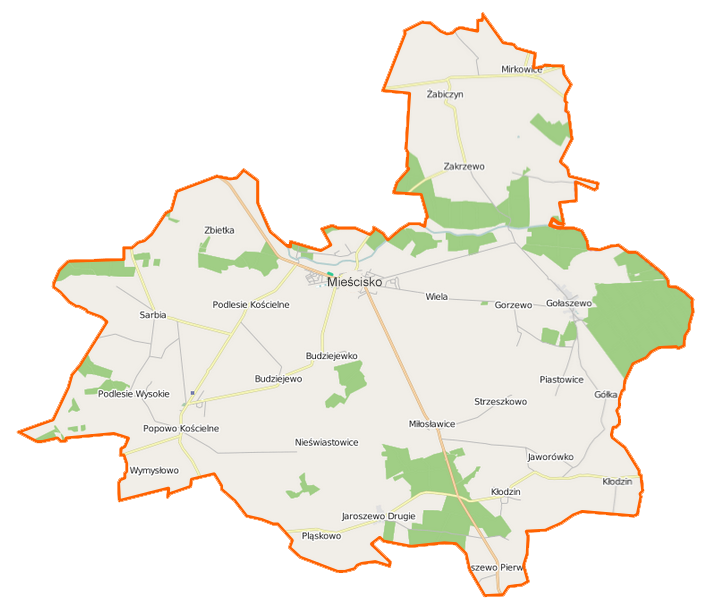
Plan de la gmina.

Outre la ville de Mieścisko, la gmina inclut les villages de:
- Budziejewko
- Budziejewo
- Gołaszewo
- Gorzewo
- Jaroszewo Drugie
- Jaroszewo Pierwsze
- Jaworówko
- Kłodzin
- Miłosławice
- Mirkowice
- Nieświastowice
- Piastowice
- Pląskowo
- Podlesie Kościelne
- Podlesie Wysokie
- Popowo Kościelne
- Sarbia
- Wiela
- Wymysłowo
- Zakrzewo
- Zbietka
- Żabiczyn

### Gminy voisines
La gmina de Mieścisko est bordée des gminy de:
- Damasławek
- Janowiec Wielkopolski
- Kłecko
- Mieleszyn
- Skoki
- Wągrowiec

## Structure du terrain
D'après les données de 2002, la superficie de la commune de Wapno est de 135,62 km², répartis comme tel :
- terres agricoles : 77%
- forêts : 15%

La commune représente 13,03% de la superficie du powiat.

## Démographie
Données du 30 juin 2004 :
| description        | Total  | Total | Femmes | Femmes | Hommes | Hommes |
| ------------------ | ------ | ----- | ------ | ------ | ------ | ------ |
| Unité              | Nombre | %     | Nombre | %      | Nombre | %      |
| population         | 5862   | 100   | 2915   | 49,7   | 2947   | 50,3   |
| Densité (hab./km²) | 43,2   | 43,2  | 21,5   | 21,5   | 21,7   | 21,7   |

## Jumelages
- Canton de Retiers (France)[1] :
  -  Coësmes (France)
  -  Le Theil-de-Bretagne (France)
  -  Retiers (France)
  -  Marcillé-Robert (France)
  -  Martigné-Ferchaud (France)
  -  Arbrissel (France)
  -  Essé (France)
  -  Thourie (France)
- De Bilt (Pays-Bas)
- Scharnebeck (Allemagne)